# Witkeelschreeuwuil
De witkeelschreeuwuil (Megascops albogularis) is een vogel uit de familie Strigidae (uilen).

## Verspreiding en leefgebied
Deze soort komt voor van Venezuela tot Bolivia en telt vijf ondersoorten:
- M. a. obscurus: Sierra de Perijá (noordwestelijk Venezuela).
- M. a. meridensis: westelijk Venezuela.
- M. a. macabrus: van de westelijke en centrale Andes van Colombia tot noordelijk Peru.
- M. a. albogularis: van de oostelijke Andes tot noordelijk Ecuador.
- M. a. remotus: van Peru tot centraal Bolivia.

## Status
De grootte van de populatie is niet gekwantificeerd maar de soort wordt omschreven als tamelijk algemeen. Op de Rode lijst van de IUCN heeft deze soort de status niet bedreigd.